# Pfälzerhof (Waidhaus)
Pfälzerhof ist ein Ortsteil des bayerischen Marktes Waidhaus im Landkreis Neustadt an der Waldnaab im Regierungsbezirk Oberpfalz.

## Geographische Lage
Pfälzerhof liegt an der Staatsstraße 2154 etwa einen Kilometer östlich von Waidhaus und einen Kilometer nordwestlich der Autobahn A 6. Pfälzerhof befindet sich ungefähr 500 Meter westlich des Rehlingbaches  (tschechisch: Hraniční Potok = Grenzbach), der hier die deutsch-tschechische Grenze bildet. Der Rehlingbach fließt östlich von Reichenau entlang der tschechischen Grenze von Norden nach Süden und mündet bei Pfrentschweiher in die Pfreimd, die dort noch Katharinabach heißt.

## Geschichte
In der Matrikel von 1838 erscheint Pfälzerhof noch nicht.
1858 wird Pfälzerhof als zu Waidhaus gehörige Einöde aufgeführt.
1867 hatte Pfälzerhof sechs Gebäude und 4 Einwohner. Es gehörte zur Gemeinde Waidhaus. Zur Gemeinde Waidhaus gehörten zu dieser Zeit die Ortsteile Waidhaus, Birkenlohe, Buchen, Bucher, Forsthaus, Frankenreuth, Grafenau, Hörlmühle, Kühmühle, Oberströbl (= Speckermühle), Pfälzerhof, Reichenau, Richterhaus (= Hermannsbach) und Ziegelhütte.
1913 hatte Pfälzerhof fünf Häuser und 32 Katholiken und gehörte zur Pfarrei Waidhaus. Auf dem Gebiet der Pfarrei Waidhaus wohnten zu dieser Zeit 1653 Katholiken, 8 Protestanten und 16 Juden.
Ab 1939 gehörten zur Gemeinde Waidhaus die Ortsteile Birklohe, Forsthaus, Frankenreuth, Grafenau, Hörlmühle, Kühmühle, Marxmühle, Oberströbl (= Speckermühle und Ströbl), Ödkührieth, Papiermühle, Pfälzerhof, Reichenau und Ziegelhütte.
1990 lebten in Pfälzerhof 29 Katholiken. Die Einwohner der Pfarrei Waidhaus waren zu dieser Zeit zu 95,39 % katholisch.
Pfälzerhof gehört zur Pfarrei Waidhaus zum Dekanat Leuchtenberg.

## Kultur und Sehenswürdigkeiten
Nordöstlich von Pfälzerhof befindet sich das Schlachtfeld, auf dem die Schlacht im Jahr 1621 zwischen dem kaiserlichen Heer unter dem Heerführer Tilly und dem pfälzischen Söldnerheer Ernst von Mansfelds während des Dreißigjährigen Krieges stattfand. Hier sind noch Reste der Mansfeldischen Schanzen zu sehen.